# Карлум
Карлум (њем. Karlum) општина је у њемачкој савезној држави Шлезвиг-Холштајн. Једно је од 132 општинска средишта округа Нордфризланд. Према процјени из 2010. у општини је живјело 222 становника. Посједује регионалну шифру (AGS) 1054062.

## Географски и демографски подаци
Карлум се налази у савезној држави Шлезвиг-Холштајн у округу Нордфризланд. Општина се налази на надморској висини од 13 метара. Површина општине износи 14,5 km². У самом мјесту је, према процјени из 2010. године, живјело 222 становника. Просјечна густина становништва износи 15 становника/km².